# Anuraphis cortusae
Anuraphis cortusae är en insektsart. Anuraphis cortusae ingår i släktet Anuraphis och familjen långrörsbladlöss. Inga underarter finns listade i Catalogue of Life.